# خانه‌سر (نکا)
خانه سر، روستایی است از توابع بخش مرکزی شهرستان نکا در استان مازندران ایران.

## جمعیت
این روستا در دهستان مهروان قرار دارد و براساس سرشماری مرکز آمار ایران در سال ۱۳۸۵، جمعیت آن ۴۶۳ نفر (۱۱۰خانوار) بوده‌است. مردم این روستا از قومیت طبری هستند. مردم این روستا به زبان طبری (مازندرانی) سخن می‌گویند.